# 圣索菲亚教堂 (塞萨洛尼基)
圣索非亚教堂（希臘語：Ἁγία Σοφία）是希腊塞萨洛尼基现存最古老的教堂之一，已被列入联合国教科文组织列为世界遗产名录。

## 历史
在3世纪，此处已经出现一座教堂。目前的建筑建于8世纪，模仿了君士坦丁堡（今土耳其伊斯坦布尔）的圣索非亚大教堂。1205年，第四次十字军攻占该城，圣索非亚教堂改为塞萨洛尼基的主教座堂，直到1246年拜占庭帝国收复该城。1430年3月29日奥斯曼帝国苏丹穆拉德二世征服塞萨洛尼基后，该堂改为清真寺。1912年塞萨洛尼基解放后又改为教堂。

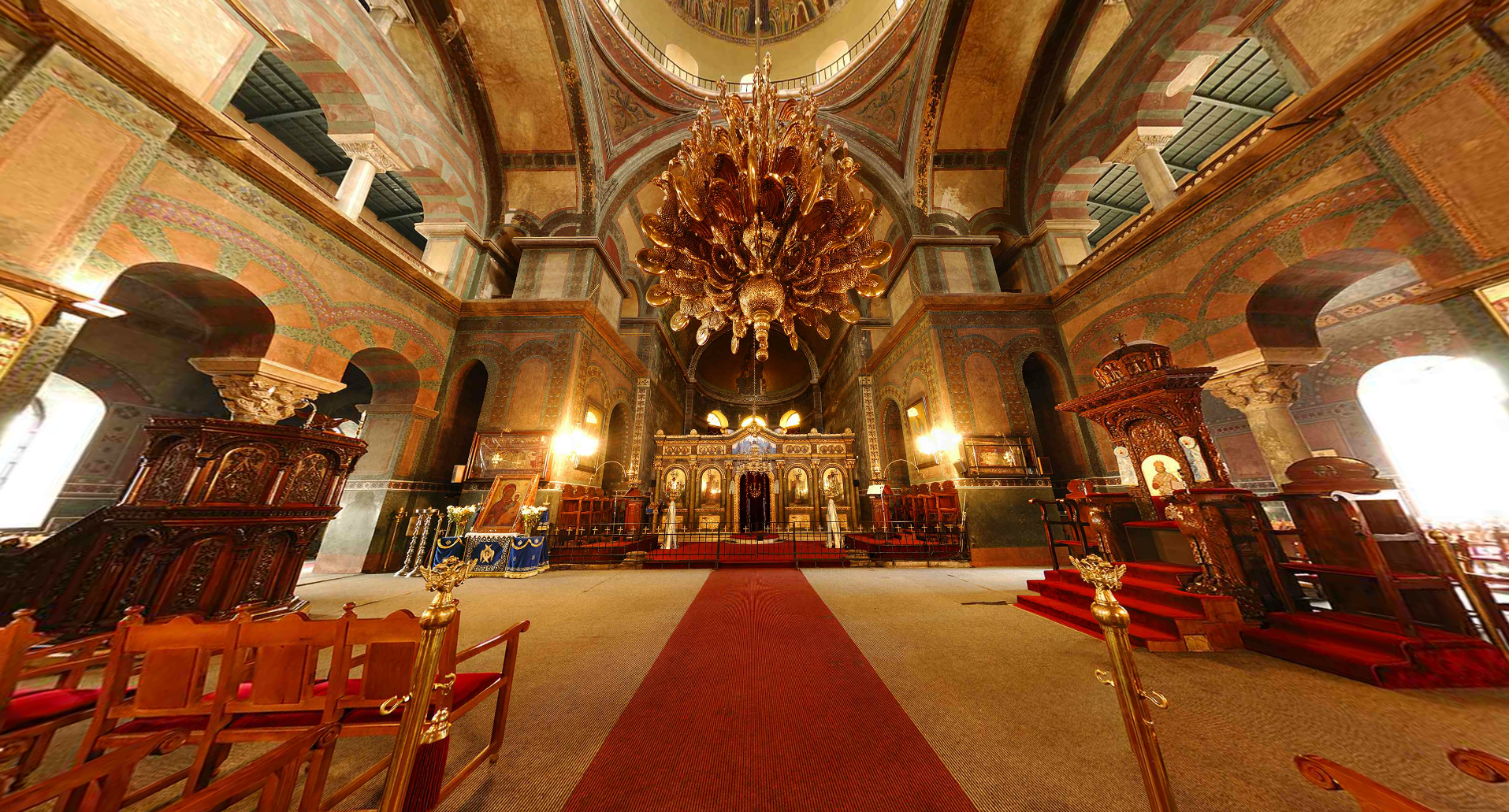

该堂采用希腊十字平面。该堂与伊斯坦布尔的玫瑰清真寺和卡朗德哈清真寺，以及伊兹尼克已被毁的圣母升天教堂，均为典型的中期拜占庭式建筑。
在圣像破坏运动期间，教堂的后殿饰以纯金镶嵌画，只有一个巨大的十字架，类似于君士坦丁堡的神圣和平教堂。787-797年十字架被圣母像取代。穹顶镶嵌画描绘耶稣升天，周围环绕十二使徒、圣母马利亚和两个天使。铭文取自《使徒行传》1:11 “加利利人哪，你们为什么站着望天？”

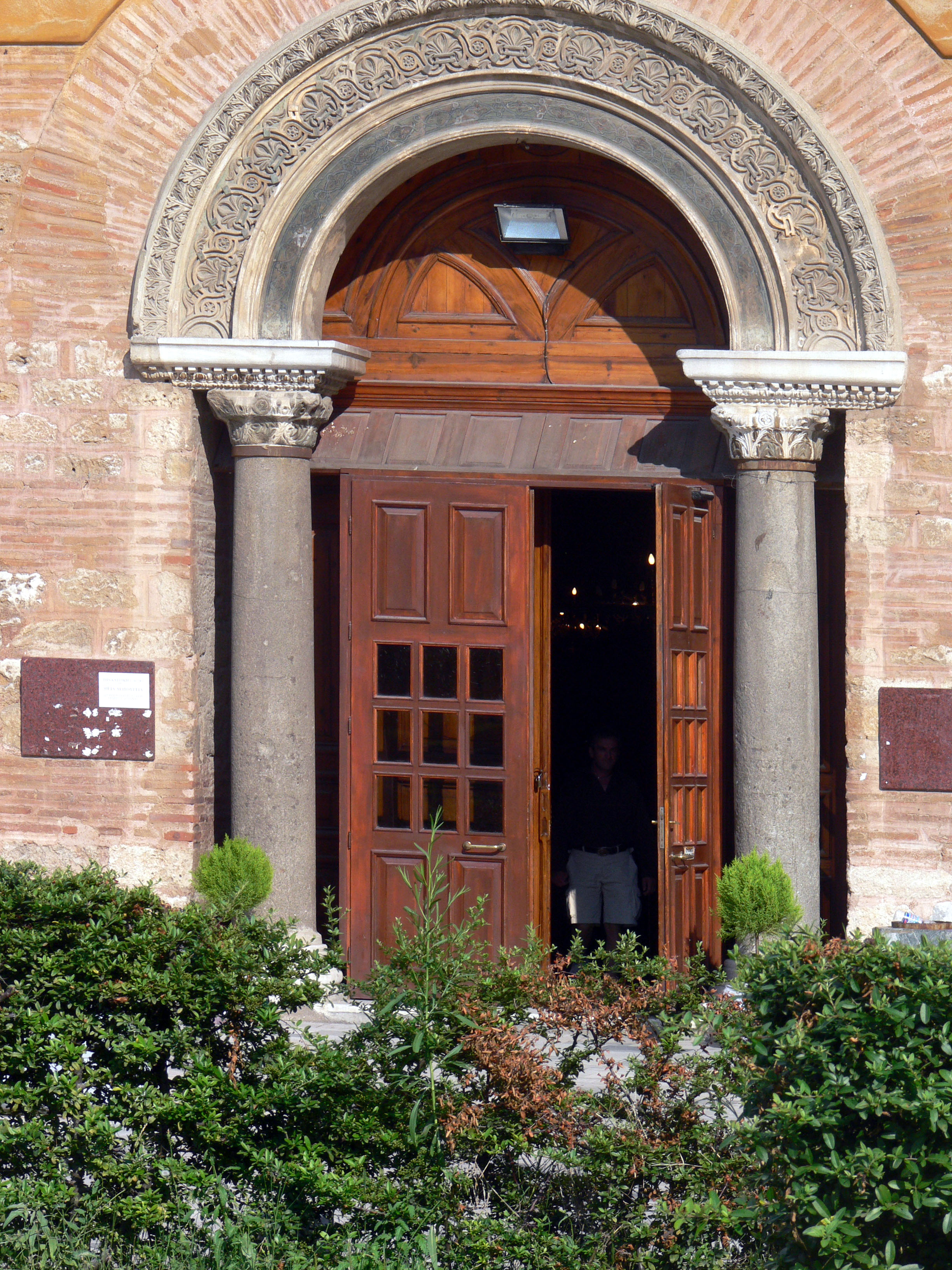
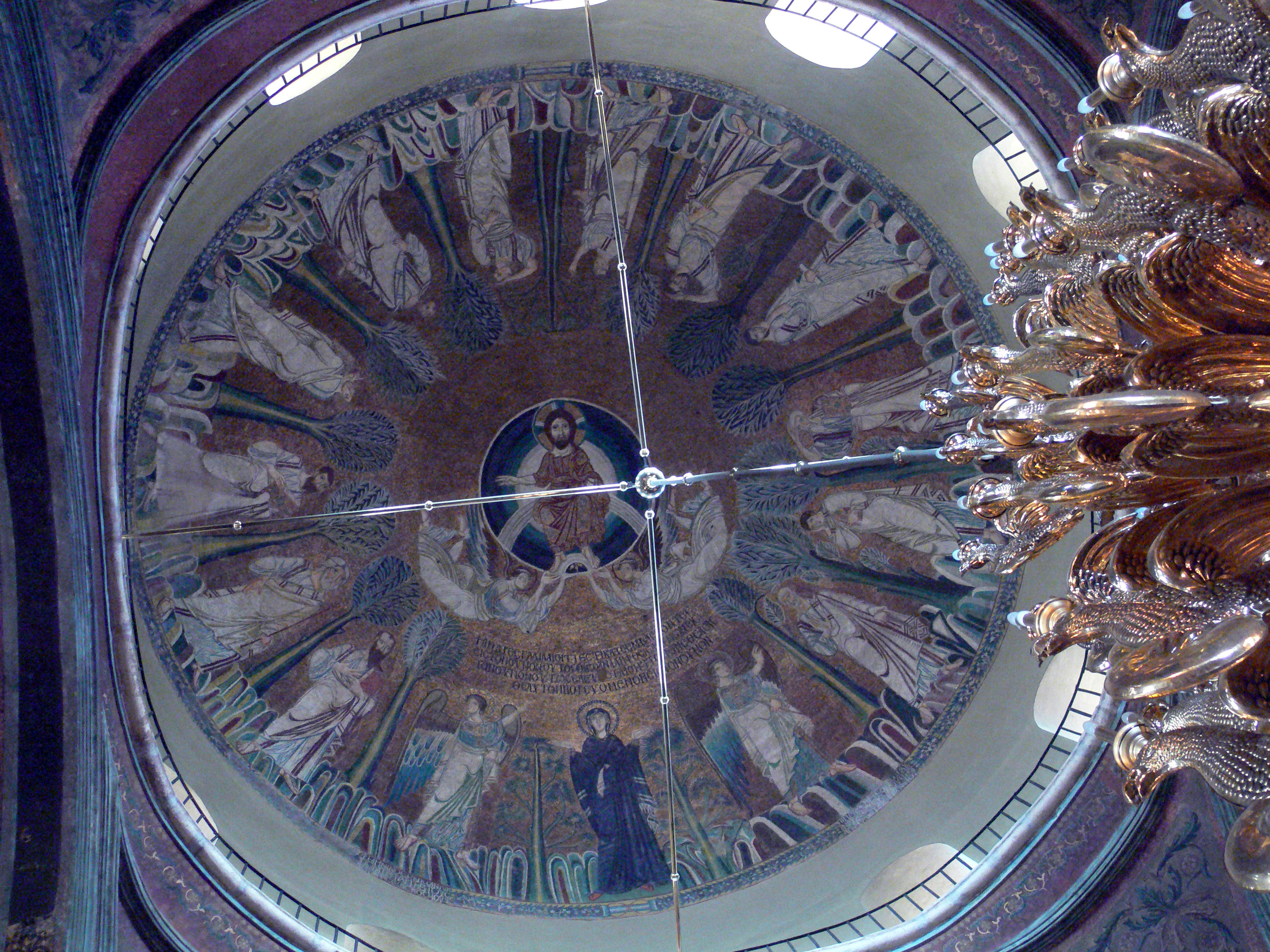
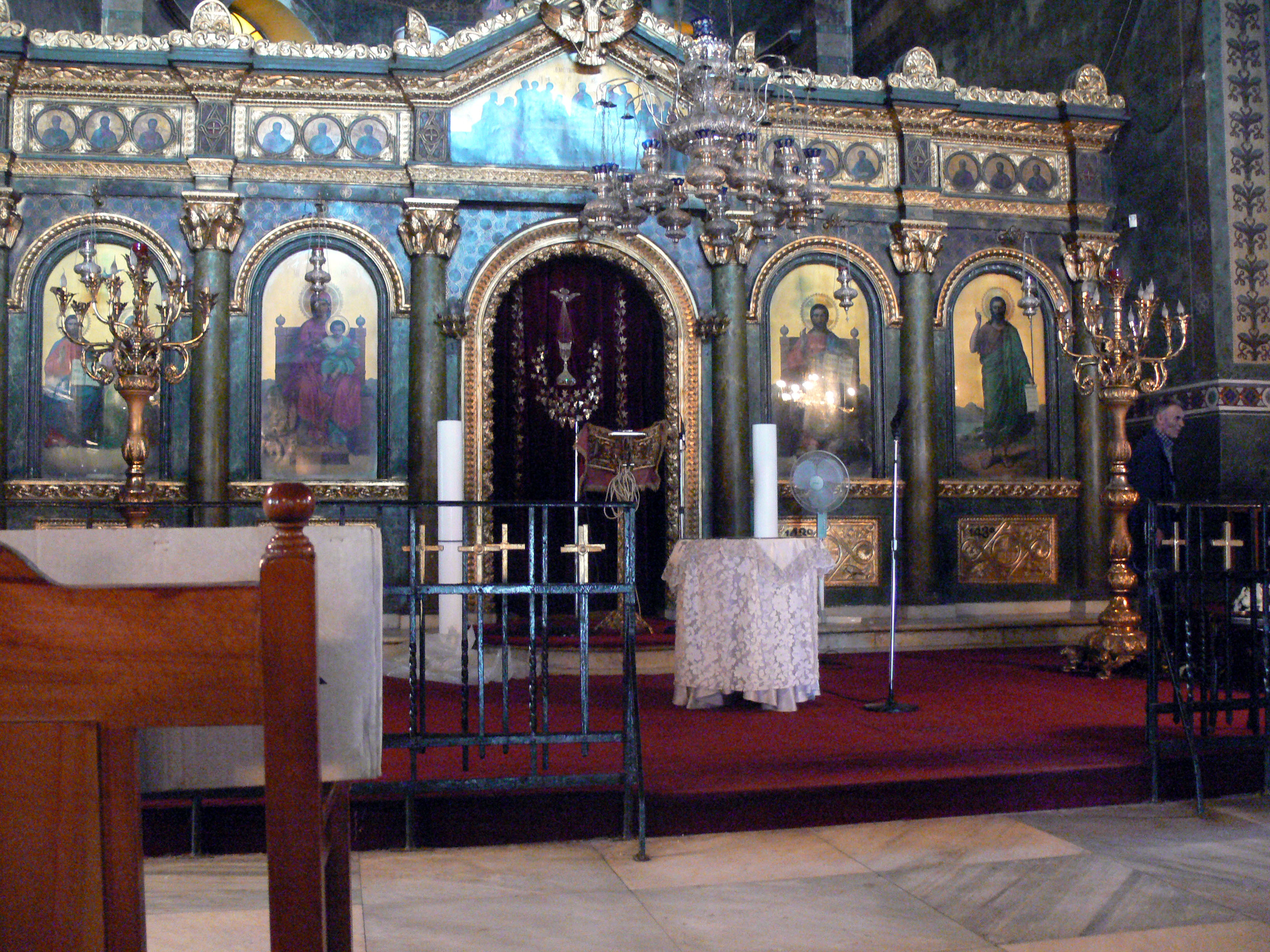
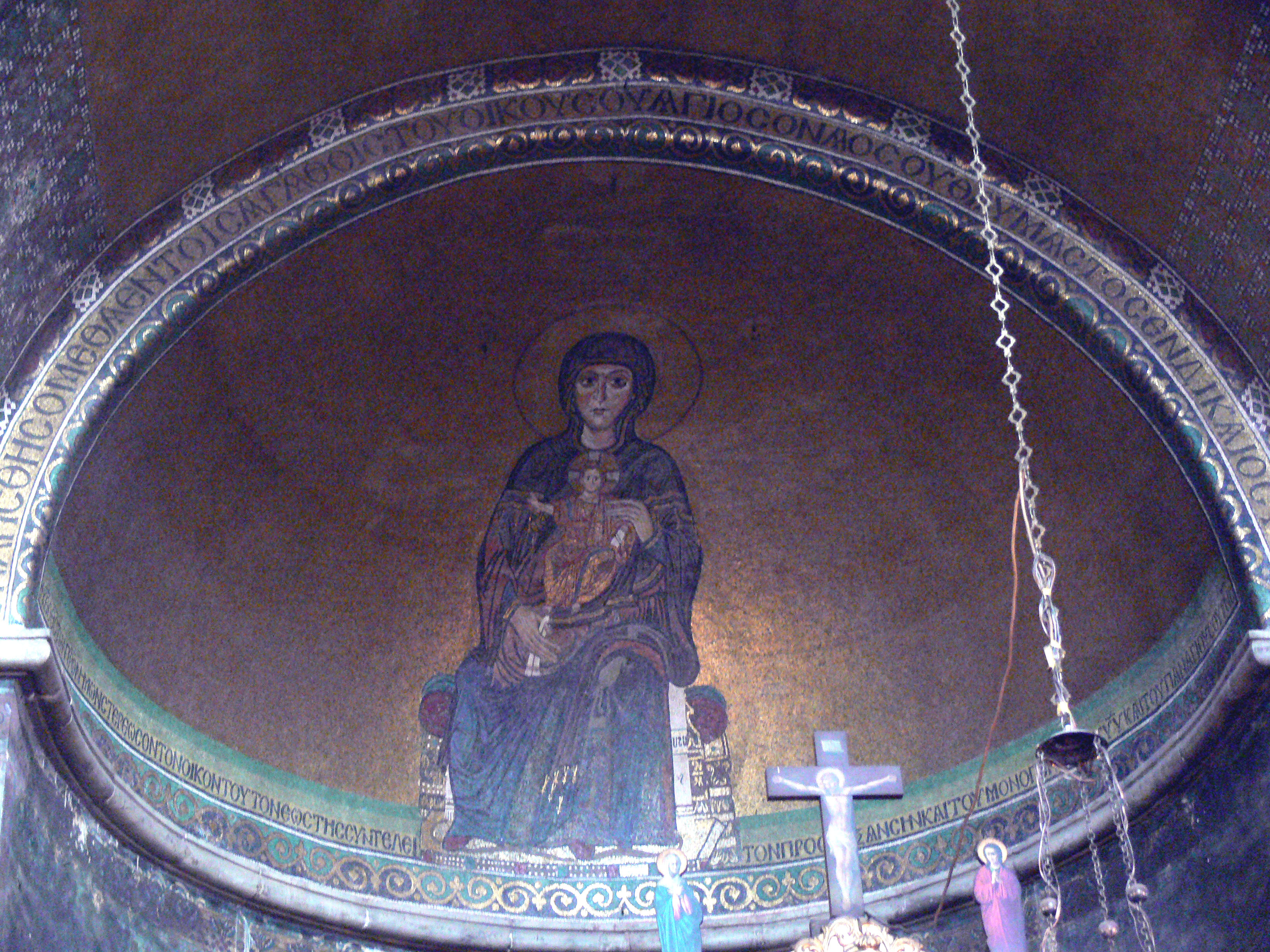
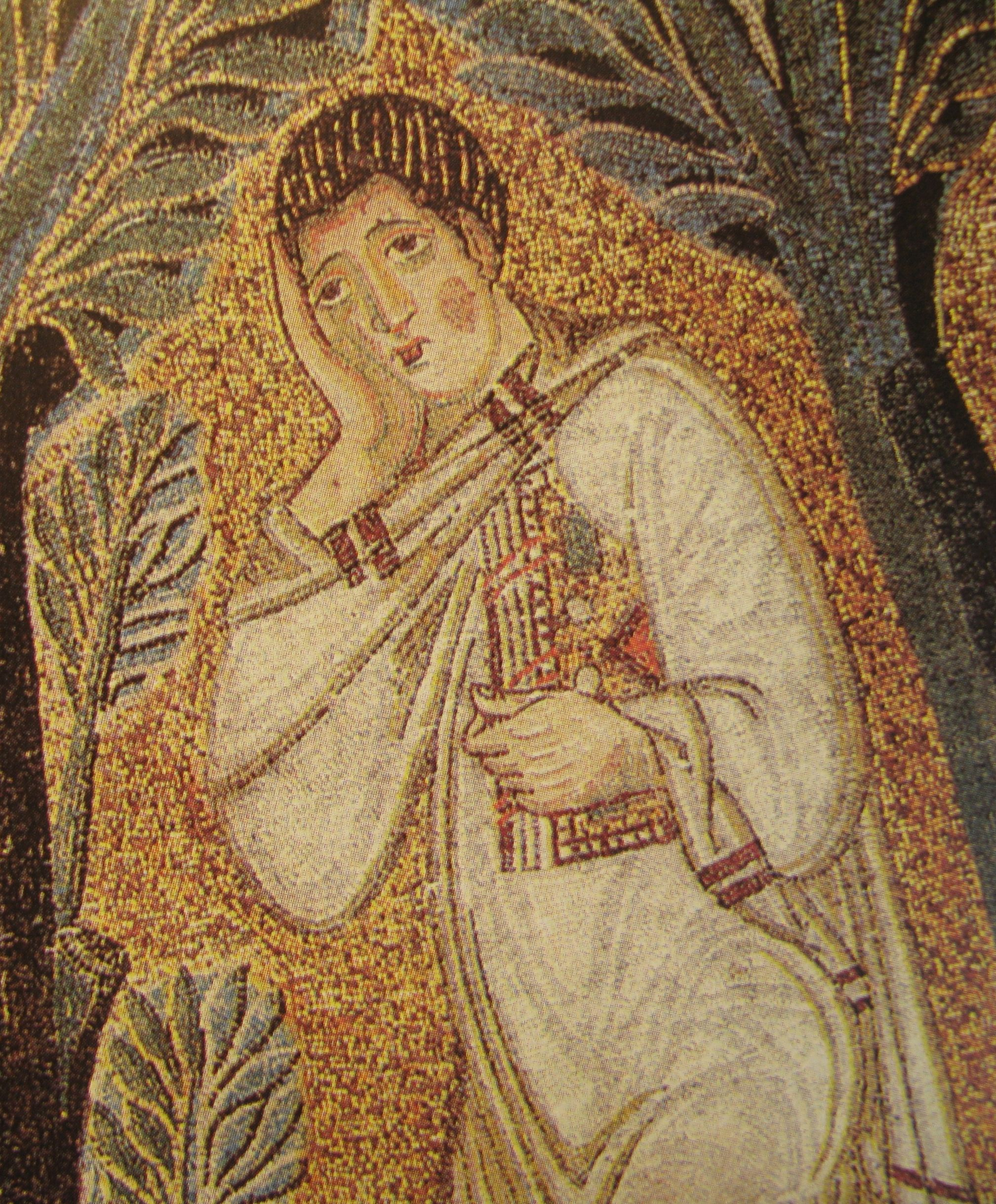
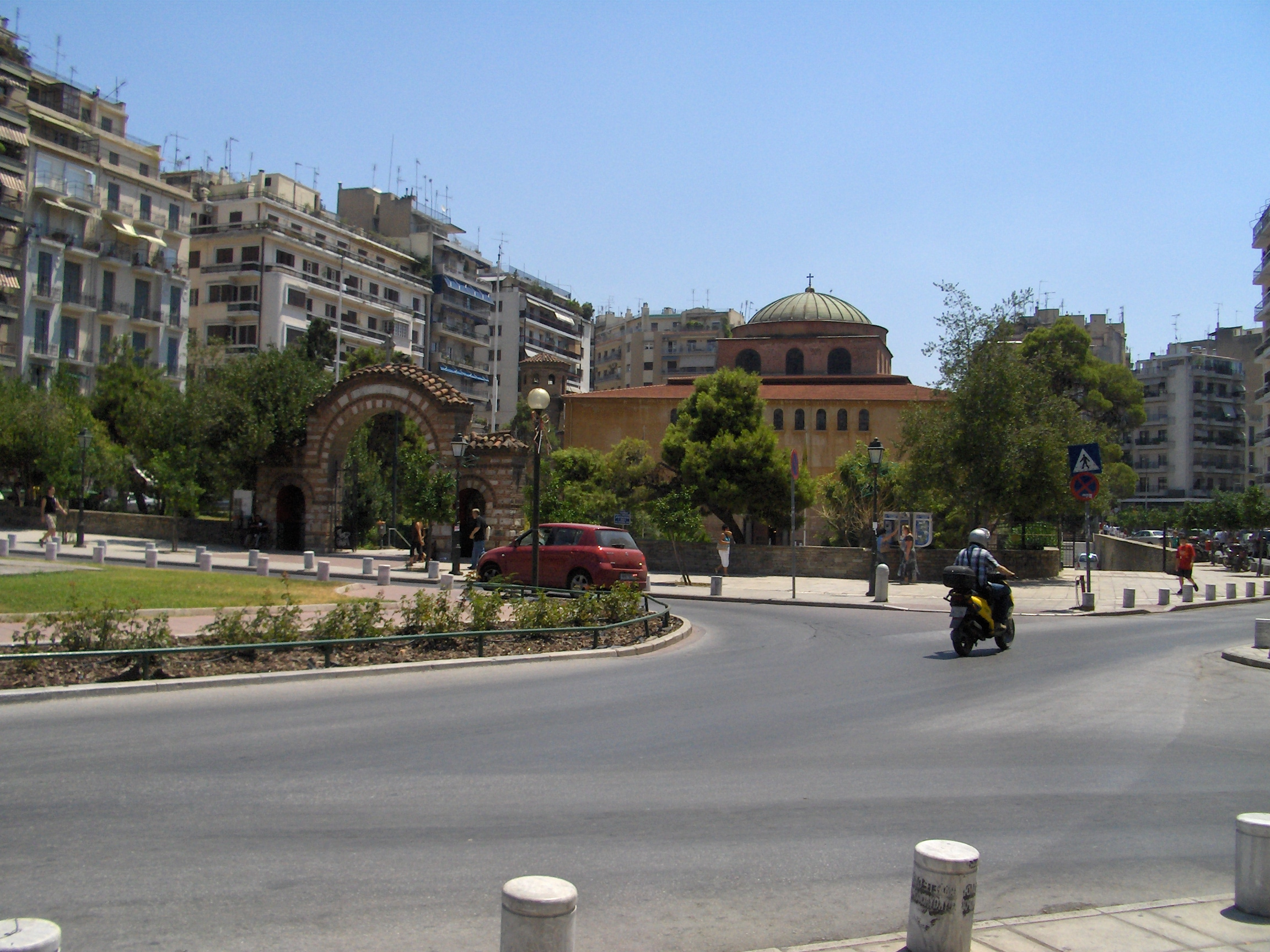
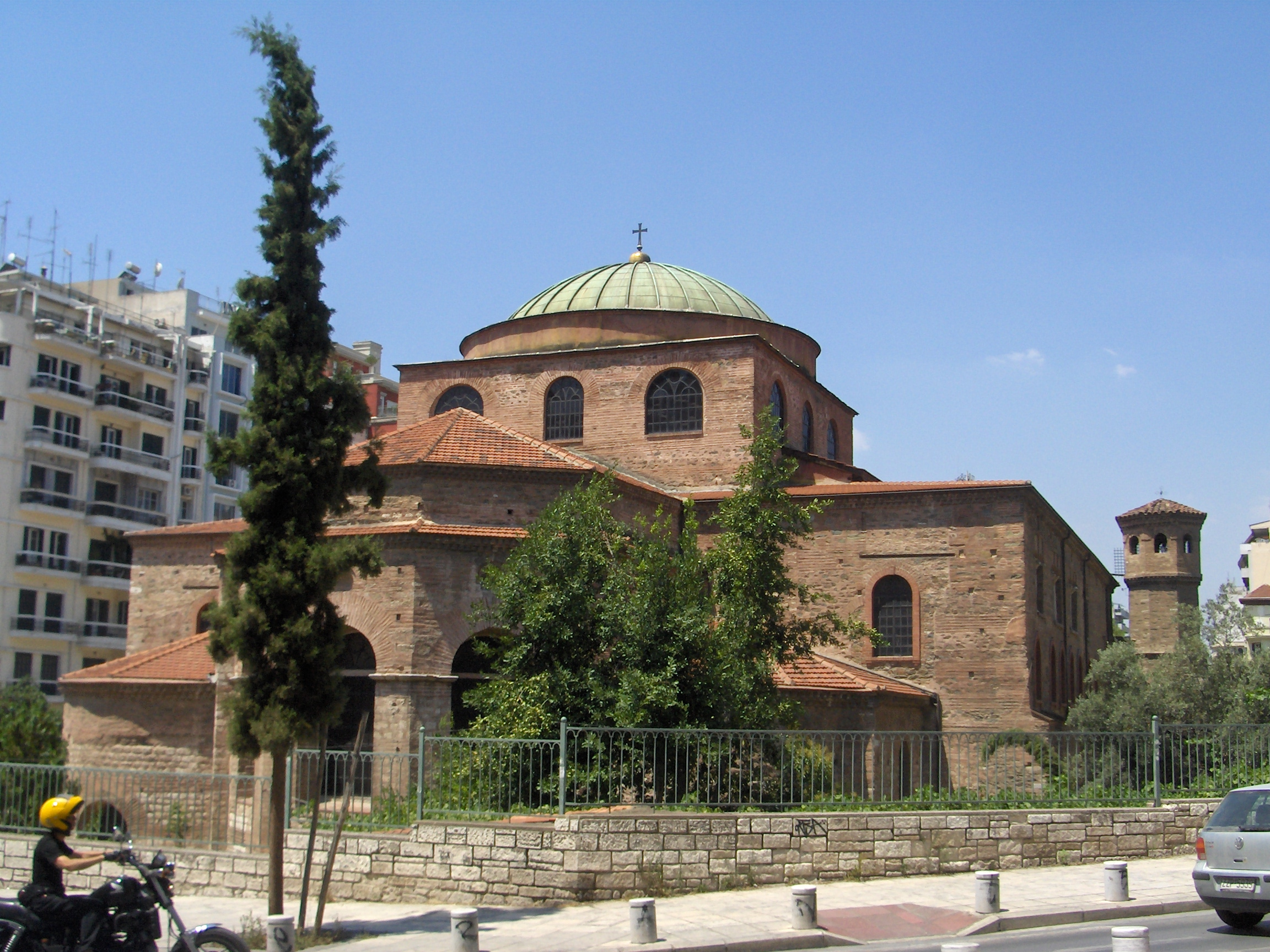
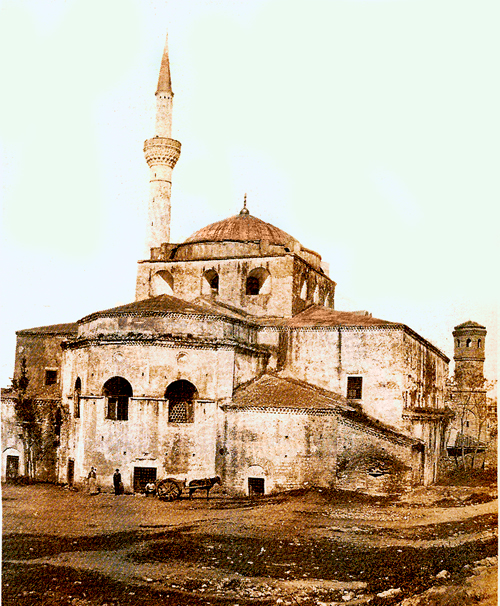